# ライトウェイト (ゲーム会社)
株式会社ライトウェイト（英: Lightweight Co.,Ltd.）は、主にコンピュータソフトウェアの企画・制作・販売を営む会社。

## 概要
スクウェアや元気の関連会社を経て、2000年代中盤にはインデックス・ホールディングスのグループ企業となっていた。2010年3月1日付で、インターチャネルのコンシューマ向けゲームソフト関連の事業を譲渡されている。以降はキャラクターゲームや海外作品のローカライズ販売が中心となっている。
2012年から社名を株式会社バーグサラ・ライトウェイト（英: Bergsala Lightweight Co.,Ltd.）にしていたが、2017年11月3日付で元に戻した。
2023年7月には前述の経緯でライトウェイト社が保有していた、インターチャネル社の前身であるNECアベニューがPCエンジン用ソフトとしてリリースしていたゲームの権利を有限会社エムツーに譲渡した。

## 主な製品
- ブシドーブレード
- ブシドーブレード弐
- 剣豪 (元気のゲームソフト)
- 斬 歌舞伎
- クラウチングタイガー・ヒドゥンドラゴン - グリーン・デスティニーのゲーム化（PlayStation 2版）[7]。
- アドベンチャー・タイム ネームレス王国の3人のプリンセス
- アナと雪の女王 オラフの贈りもの
- ベイマックス ヒーローズバトル